# U-401 (tàu ngầm Đức)
U-401 là một tàu ngầm tấn công  Lớp Type VII thuộc phân lớp Type VIIC được Hải quân Đức Quốc Xã chế tạo trong Chiến tranh Thế giới thứ hai. Nhập biên chế năm 1941, nó chỉ thực hiện được một chuyến tuần tra duy nhất và không đánh chìm được mục tiêu nào trước khi bị các tàu khu trục HMS Wanderer, HMS St. Albans và tàu corvette HMS Hydrangea của Hải quân Hoàng gia Anh đánh chìm giữa Đại Tây Dương vào ngày 3 tháng 8, 1941.

## Thiết kế và chế tạo

### Thiết kế

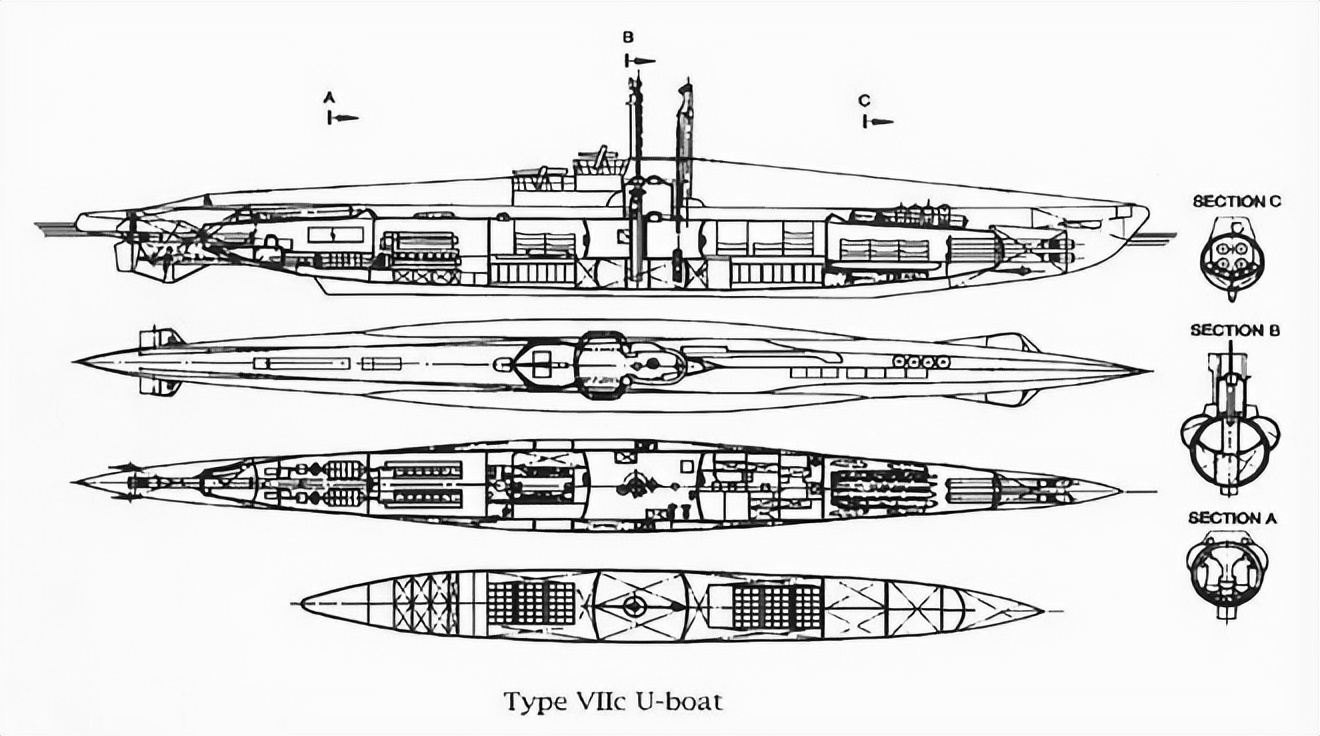
Sơ đồ các mặt cắt một tàu ngầm Type VIIC

Phân lớp VIIC của Tàu ngầm Type VII là một phiên bản VIIB được kéo dài thêm. Chúng có trọng lượng choán nước 769 t (757 tấn Anh) khi nổi và 871 t (857 tấn Anh) khi lặn). Con tàu có chiều dài chung 67,10 m (220 ft 2 in), lớp vỏ trong chịu áp lực dài 50,50 m (165 ft 8 in), mạn tàu rộng 6,20 m (20 ft 4 in), chiều cao 9,60 m (31 ft 6 in) và mớn nước 4,74 m (15 ft 7 in).
Chúng trang bị hai động cơ diesel Germaniawerft F46 siêu tăng áp 6-xy lanh 4 thì, tổng công suất 2.800–3.200 PS (2.100–2.400 kW; 2.800–3.200 bhp), dẫn động hai trục chân vịt đường kính 1,23 m (4,0 ft), cho phép đạt tốc độ tối đa 17,7 kn (32,8 km/h), và tầm hoạt động tối đa 8.500 nmi (15.700 km) khi đi tốc độ đường trường 10 kn (19 km/h). Khi đi ngầm dưới nước, chúng sử dụng hai động cơ/máy phát điện Garbe, Lahmeyer & Co. RP 137/c  tổng công suất 750 PS (550 kW; 740 shp). Tốc độ tối đa khi lặn là 7,6 kn (14,1 km/h), và tầm hoạt động 80 nmi (150 km) ở tốc độ 4 kn (7,4 km/h). Con tàu có khả năng lặn sâu đến 230 m (750 ft).
Vũ khí trang bị có năm ống phóng ngư lôi 53,3 cm (21 in), bao gồm bốn ống trước mũi và một ống phía đuôi, và mang theo tổng cộng 14 quả ngư lôi, hoặc tối đa 22 quả thủy lôi TMA, hoặc 33 quả TMB. Tàu ngầm Type VIIC bố trí một hải pháo 8,8 cm SK C/35 cùng một pháo phòng không 2 cm (0,79 in) trên boong tàu. Thủy thủ đoàn bao gồm 4 sĩ quan và 40-56 thủy thủ.

### Chế tạo
U-401 được đặt hàng vào ngày 23 tháng 9, 1939, và được đặt lườn tại xưởng tàu Danziger Werft ở Danzig (nay là Gdańsk thuộc Ba Lan) vào ngày 8 tháng 4, 1940. Nó được hạ thủy vào ngày 6 tháng 12, 1940, và nhập biên chế cùng Hải quân Đức Quốc Xã vào ngày 10 tháng 4, 1941 dưới quyền chỉ huy của Hạm trưởng, Đại úy Hải quân Gero Zimmermann.

## Lịch sử hoạt động
Sau khi hoàn tất việc huấn luyện trong thành phần Chi hạm đội U-boat 1, U-401 tiếp tục phục vụ trên tuyến đầu cùng đơn vị này cho đến hết quãng đời hoạt động. Nó có chuyến đi từ Königsberg (nay là Kaliningrad thuộc Liên Bang Nga) đến cảng Trondheim, Na Uy vào cuối tháng 6, 1941, rồi xuất phát từ đây vào ngày 9 tháng 7 cho chuyến tuần tra duy nhất trong chiến tranh. Con tàu băng qua khe GIUK giữa các quần đảo Shetland và Faroe để vòng qua quần đảo Anh, và hoạt động trong vùng biển Bắc Đại Tây Dương về phía Đông Nam Greenland.
Vào ngày 3 tháng 8, ở vị trí về phía Tây Nam Iceland, U-401 bị đánh chìm bởi mìn sâu thả từ các tàu khu trục Anh HMS Wanderer và HMS St. Albans (với một thủy thủ đoàn người Na Uy) và  tàu corvette HMS Hydrangea. U-401 đắm tại tọa độ 50°27′B 19°50′T / 50,45°B 19,833°T với tổn thất toàn bộ 45 thành viên thủy thủ đoàn trên tàu.